# Duża Morawica
Duża Morawica – część wsi Morawica w Polsce, położona w województwie małopolskim, w powiecie krakowskim, w gminie Liszki.
W latach 1975–1998 Duża Morawica administracyjnie należała do województwa krakowskiego.
Duża Morawica położona jest w centrum miejscowości.